# Річард Карр (хокеїст на траві)
Річард Карр (21 січня 1911 — 25 квітня 2000) — індійський хокеїст на траві і легкоатлет.
Олімпійський чемпіон 1932 року.